# Лунёв, Павел Фёдорович
Павел Фёдорович Лунёв (8.8.1918 — 10.03.1994) — подполковник Советской Армии, участник Великой Отечественной войны, Герой Советского Союза (1944).

## Биография
Павел Лунёв родился 8 августа 1918 года в деревне Завадовка (ныне — в черте Кропивницкого). После окончания семи классов школы работал на складе, позднее стал старшим кладовщиком Кировоградского областного комитета ВКП(б). В октябре 1939 года Лунёв был призван на службу в Рабоче-крестьянскую Красную Армию. С июня 1941 года — на фронтах Великой Отечественной войны. В апреле 1942 года Лунёв окончил курсы младших лейтенантов. В боях шесть раз был ранен.
К июню 1944 года старший лейтенант Павел Лунёв командовал батареей 249-го миномётного полка 25-й миномётной бригады 21-й артиллерийской дивизии прорыва 6-й гвардейской армии 1-го Прибалтийского фронта. Отличился во время форсирования Западной Двины. 24 июня 1944 года батарея Лунёва одной из первых переправилась через реку в районе посёлка Бешенковичи Витебской области Белорусской ССР и своим огнём поддерживала стрелковые части во время захвата и удержания ими плацдарма на её западном берегу. В критический момент боя Лунёв вызвал огонь на себя, благодаря чему удалось удержать позиции.
Указом Президиума Верховного Совета СССР от 22 июля 1944 года за «образцовое выполнение боевых заданий командования на фронте борьбы с немецкими захватчиками и проявленные при этом мужество и героизм» старший лейтенант Павел Лунёв был удостоен высокого звания Героя Советского Союза с вручением ордена Ленина и медали «Золотая Звезда» за номером 3749.
После окончания войны Лунёв продолжил службу в Советской Армии. В 1945 году он окончил Ленинградскую высшую офицерскую артиллерийскую школу, в 1949 году — курсы усовершенствования офицерского состава, в 1956 году — Центральные артиллерийские курсы усовершенствования офицерского состава. В июне 1961 года в звании подполковника Лунёв был уволен в запас. Проживал в Кишинёве, работал в торговой организации.
Похоронен в Кишинёве.
Был также награждён орденом Отечественной войны 1-й степени, двумя орденами Красной Звезды, рядом медалей.